# Zespół Pomocy Humanitarno-Medycznej

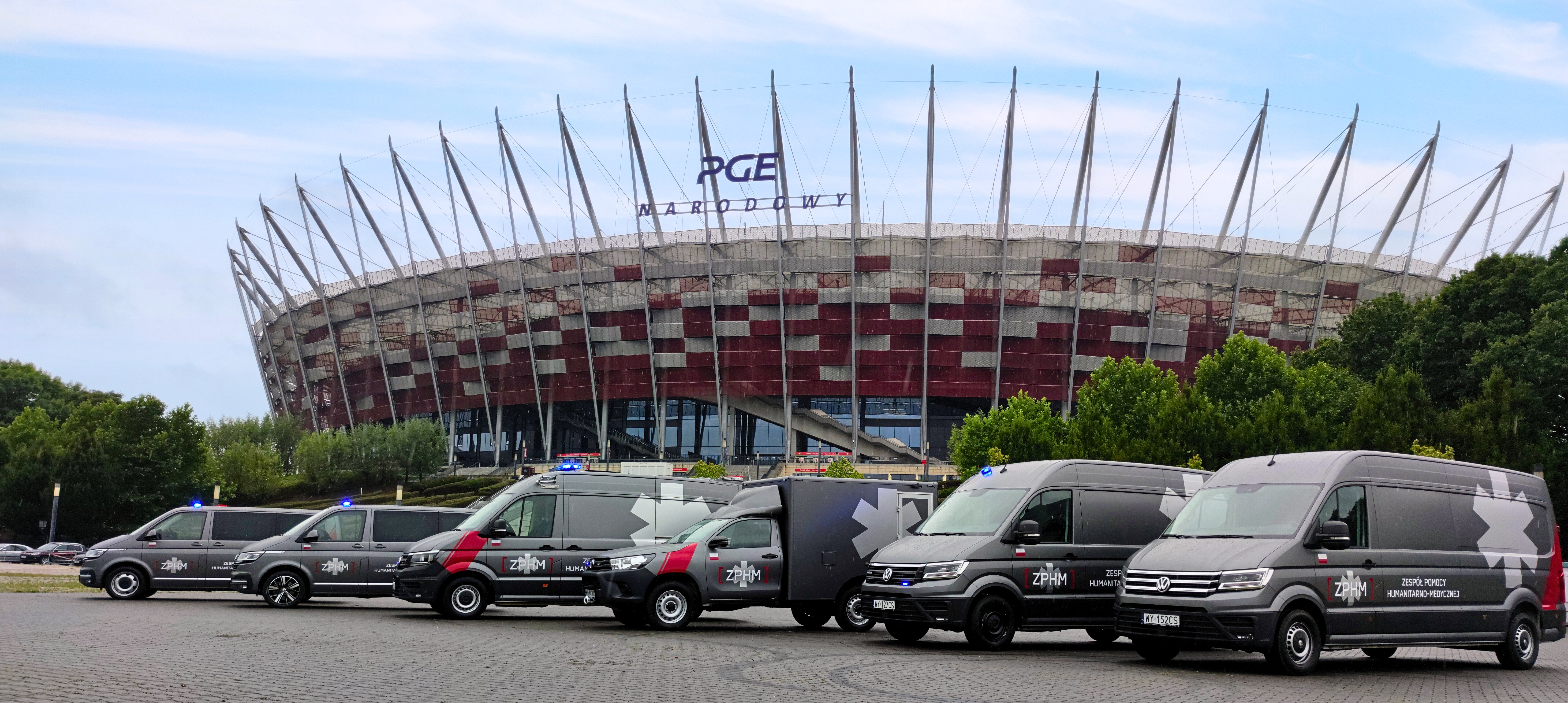
Flota pojazdów ZPHM

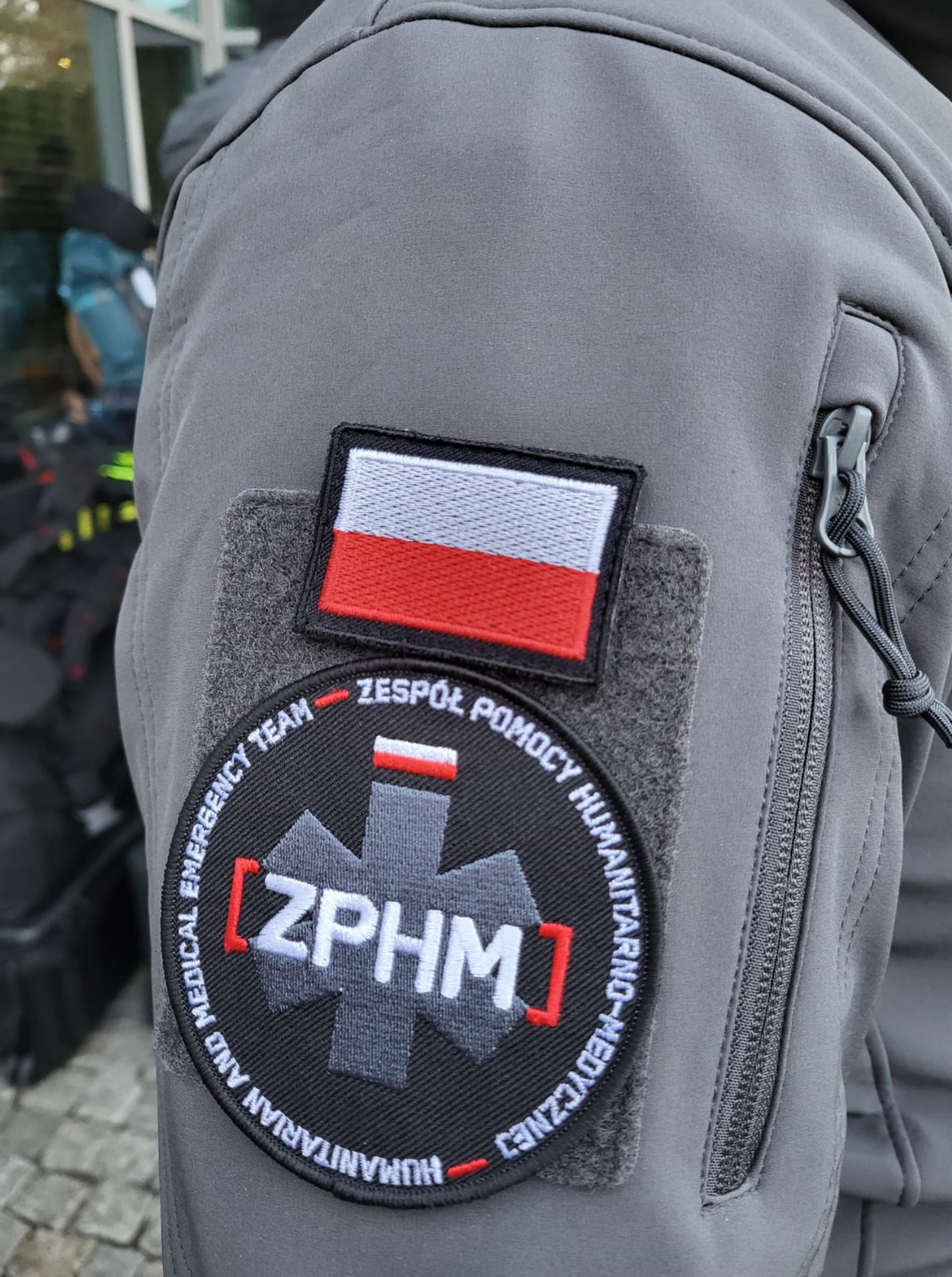

Zespół Pomocy Humanitarno-Medycznej (ZPHM) – grupa specjalistów medycznych i innych specjalistów niezbędnych do prowadzenia akcji ratunkowej oraz udzielania wsparcia humanitarnego poza terytorium Rzeczypospolitej Polskiej, działająca przy Prezesie Rady Ministrów. Została utworzona na mocy ustawy z dnia 12 maja 2022 r. o Zespole Pomocy Humanitarno-Medycznej.
Szefem ZPHM jest Artur Zaczyński.

## Opis
ZPHM jest kierowany do działań poza terytorium Polski. Zapewnia natychmiastową i niezbędną pomoc ratowniczo-medyczną oraz humanitarną osobom znajdującym się w stanie nagłego zagrożenia zdrowotnego lub osobom, u których może dojść do takiego stanu z powodu opóźnienia udzielenia wysokospecjalistycznej pomocy medycznej. 

Logotyp ZPHM

Zespół Pomocy Humanitarno-Medycznej prowadzi działania ratunkowo-ewakuacyjne obywateli Rzeczypospolitej Polskiej będących ofiarami wypadków i innych zdarzeń nagłych oraz zapewnia zabezpieczenie medyczne akcji związanych z zapewnieniem pomocy (w tym ewakuacji do miejsca bezpiecznego) obywatelom Rzeczypospolitej Polskiej, a także członkom ich rodzin będących obywatelami innych państw.
ZPHM realizuje również działania humanitarne poza terytorium Rzeczypospolitej Polskiej w związku z wypełnianiem zobowiązań państwa wynikających z przepisów międzynarodowych lub umów międzynarodowych, których stroną jest Rzeczpospolita Polska. Celem jest wsparcie innych państw w działaniach ratunkowych na ich terytorium oraz prowadzenie akcji transportowo-medycznych.
Członkowie ZPHM wyłaniani są w drodze otwartego naboru. Są to specjaliści posiadający wiedzę i doświadczenie w zakresie ratownictwa medycznego lub pomocy humanitarnej, m.in.: lekarze, farmaceuci, ratownicy medyczni, pielęgniarki i pielęgniarze, położne, diagności laboratoryjni, a także ratownicy po ukończonych kursach kwalifikowanej pierwszej pomocy.
Zespołem kieruje Szef ZPHM powoływany przez Prezesa Rady Ministrów.